# ГАЕС Окуяхагі I
ГАЕС Окуяхагі I (奥矢作第一発電所) – гідроакумулювальна електростанція в Японії на острові Хонсю. Особливістю станції є її робота в каскаді з іншою ГАЕС Окуяхагі II, разом з якою вони використовують перепад висот між річкою Яхагі, яка впадає до Внутрішнього Японського моря на східній околиці Нагої, та верхів’ям річки Курода, лівої притоки Нагури, яка в свою чергу впадає ліворуч до Яхагі.
В 1930-х роках на Куроді спорудили малу гідроелектростанцію потужністю 3,1 МВт. У другій половині 1970-х на місці її водосховища створили значно більший верхній резервуар гідроакумулювального каскаду. Для цього звели бетонну гравітаційну греблю висотою 45 метрів та довжиною 332 метра, яка потребувала 145 тис м3 матеріалу. Вона утримує водосховище з площею поверхні 0,8 км2 та об’ємом 11,1 млн м3 (корисний об’єм 9,9 млн м3), в якому припустиме коливання рівня між позначками 846 та 868 метрів НРМ.
Нижній резервуар (який одночасно є верхнім для ГАЕС Окуяхагі II) спорудили на струмку, що стікає ліворуч до Яхагі, за допомогою бетонної гравітаційної греблі висотою 33 метра та довжиною 337 метріва, яка потребувала 91 тис м3 матеріалу. Вона утримує водосховище з площею поверхні 0,11 км2 та об’ємом 1,1 млн м3 (корисний об’єм 1 млн м3).
Від верхнього резервуару до машинного залу прокладено тунель довжиною 1 км з діаметром 7,3 метра, який переходить у напірний водовід довжиною 0,54 км зі діаметром 6,5 метра. З’єднання із нижнім резервуаром забезпечується через тунель довжиною 0,36 км з діаметром 6,8 метра. В системі також працює вирівнювальний резервуар висотою 105 метрів з діаметром 18 метрів.
Основне обладнання станції становлять три оборотні турбіни типу Френсіс загальною потужністю 347,4 МВт (номінальна потужність станції рахується як 323 МВт), які використовують напір у 161 метр.